# A.C. Milan w sezonie 1948/1949

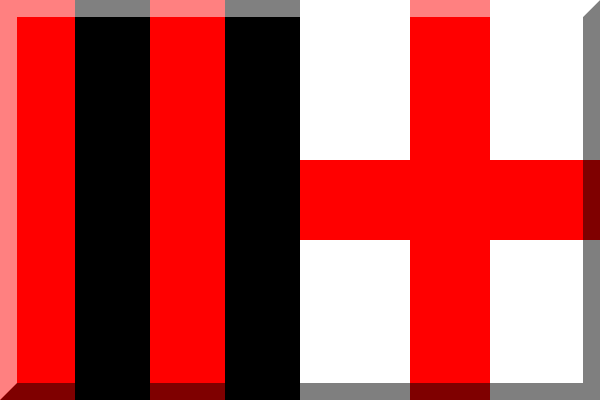
Klubowe barwy Milanu

Osiągnięcia piłkarskiego zespołu A.C. Milan w sezonie 1948/1949.

## Osiągnięcia
- Serie A: 3. miejsce

## Podstawowe dane
- Oficjalna nazwa klubu: Associazione Calcio Milan
- Siedziba klubu: Via del Lauro 4
- Boisko: San Siro; Arena Civica
- Prezes klubu:  Umberto Trabattoni
- Trener zespołu:  Giuseppe Bigogno[1]
- Kapitan drużyny:  Giuseppe Antonini I;   Hector Puricelli;  Andrea Bonomi